# Crash Bandicoot (відеогра)
Crash Bandicoot — відеогра для PlayStation, перша у серії Crash Bandicoot. Розроблена Naughty Dog та випущена у 1996 році. За жанром — платформер.

## Ігровий процес
Атаки Креша зводяться лише до однієї кнопки. Своїм обертанням (Tornado Spin) може розбивати ящики, розставлені по дорозі, і вбивати ворогів. У грі представлено дуже багато видів противників та ящиків, до кожного з яких потрібно буде шукати відповідний ключик (наприклад, червоні ящики з позначкою TNT не варто знищувати своїм обертанням). У ящиках лежать фрукти вумпа, якими може харчуватися герой по дорозі, додаткові життя, а також маски, що оберігають. Крім цього, можуть траплятися ящики із зображенням літери «C» (англ. Checkpoint) на гранях: якщо їх розбити, то при втраті життя можна повернутися в те місце, де був розбитий ящик. Зібравши всі ящики на рівні і не втративши жодного життя, ви удостоїтеся коштовного каменю. Після того, як зберете все каміння, вам відкриється секретна кінцівка. У грі є безліч бонусних рівнів, де легко можна заробити вумпи і життів, а також зустрітися з Тавною. Підійшовши до неї, можна отримати точку збереження гри. Існують також спеціальні ускладнені бонуси Кортексу та Бріо. Пройшовши перші, ви зможете добути золоті ключики до секретних рівнів, а пройшовши другі, ви не втрачатимете життя на даному рівні у разі смерті Креша.

## Сюжет
Десь на території Австралії вчений Доктор Нео Кортекс проводить у своїй лабораторії досліди над спійманим звірком, Крешем. Робить він це для того, щоб здійснити свою мрію створити армію і поневолити весь світ. Він націлює на нещасного бандикута гармату, яку називають Evolvo Ray (Ево-луч), здатний, за легендою, давати тваринам людські здібності, але за деяким збігом обставин гармата не встигає завершити свій процес і головний герой втікає. Мабуть, замість того, щоб Креш очолював армію доктора Кортекса і годинами розмірковував над тактикою проведення його мрії в життя, бідолаха навпаки втрачає свої останні мізки і втрачає дар мови. Однак лікар виявляється не таким дурним, щоб не врахувати план Б. Він викрав дівчину Креша, Тавну. У результаті Креш вистрибує у вікно і опиняється на березі острова N. Sanity і тут починається гру. У порятунку своєї коханої протягом усієї гри Крешу допомагатиме якийсь дух, заточений на вигляд маски - Аку Аку. Гра насичена різного роду гумором: навіть смерті головного героя виглядають кумедно.

### Персонажі
- Креш Бандикут (Crash Bandicoot) — головний герой гри
- Аку Аку (Aku Aku) — маска, яку можна знайти у ящиках. Допомагає Крешу протягом усієї гри. Дає можливість зробити один промах, але якщо зібрати три маски, можна отримати невразливість на короткий час
- Тавна (Tawna) — дівчина Креша, викрадена Кортексом. Зустрічається на бонус-рівнях зі збиранням вамп та життів.
- Доктор Нео Кортекс (Dr. Neo Cortex) — божевільний учений, який намагається захопити світ. Є головним антагоністом. Останній бос
- Лікар Нітрус Бріо (Dr. Nitrus Brio) — хімік. Винахідник Evolvo Ray. Передостанній бос. Під час бос-битви перетворюється на зелену величезну потвору, схожу на Галка.
- Папу Папу (Papu Papu) — вождь аборигенів. Перший бос.
- Риппер Ру (Ripper Roo) — синій кенгуру в гамівній сорочці. Другий бос. Любить вибухівку.
- Коала Конг (Koala Kong) — коала-шахтар. Третій бос. Його ім'я є посиланням на Донкі Конга
- Пінстрайп Потору (Pinstripe Potoroo) — Потору-гангстер. Четвертий бос.

## Сіквели
За Crash Bandicoot було випушено два сіквела: Crash Bandicoot 2: Cortex Strikes Back та Crash Bandicoot: Warped, а також гоночна гра картинг Crash Team Racing, яка стала останньою грою розробленою Naughty Dog у серії Crash Bandicoot. Після Crash Team Racing Eurocom випустила Crash Bash— фінальну гру серії Crash Bandicoot для PlayStation.

## Цікаві факти
- У 2009 році на диску з відеогрою Crash Bandicoot був знайдений рівень «Stormy Ascent», який не увійшов до релізу.[1]
- Ідоли, божества і маски, які зустрічаються на островах, пов'язані з рапануйскою міфологією мешканців Гавайських островів і острова Пасха.